# يولديباييفو
يولديباييفو ((بالروسية: Юлдыбаево)‏) هي بلدة ريفية (سولو) في مقاطعة زيانتشونسكي ‏، باشكورستان، روسيا. كان عدد السكان 137 حسب تعداد عام 2010. هناك 5 شوارع.